# Giselda Zani
Giselda Zani   (Gènova, 1909 - Mendoza, 1975) va ser una poeta, escriptora de contes, crítica cinematogràfica i diplomàtica uruguaiana, integrant de la Generació del 45.

## Biografia
Nascuda a Gènova (Itàlia), del matrimoni de l'empresari Pirro-Thani amb Clotilde Maggiolo, Giselda va tenir accés, gràcies a la prosperitat de la llar paterna, a una refinada educació, que, en paraules de Carlos Martínez Moreno, «per bé o per mal, mai va poder abandonar». Alberto Zum Felde, qui destacava també aquesta àmplia cultura, la considerava «una dona que tot ho ha llegit i ho sap tot».
En la seva joventut va ser militant comunista, però més tard va formar part de l'Agrupació de la Joventut Colorada Dr. Eduardo Blanco Acevedo, on fins i tot va integrar una llista junt amb el crític i assagista Carlos Real de Azúa.
Thani va ser pionera de la crítica cinematogràfica a la revista Cine Radio Actualidad, on va compartir columnes amb René Arturo Despouey i un encara molt jove Homero Alsina Thevenet. En aquest àmbit, va tenir una dilatada carrera que va continuar en el setmanari Marcha, els diaris La Mañana i El Diario, i a la revista Film.
Com a assagista i crítica d'art, va escriure el 1938 La cárcel del aire, assaig sobre la pintura de Giotto, i el 1944 un treball sobre Pedro Figari.
El 1933 va entrevistar per Ràdio Sport al futbolista José Nasazzi, el que l'assenyala també com a pionera en un altre àmbit: el de la dona en el periodisme esportiu.
Va ser amiga de Jules Supervielle i d'Enrique Amorim, i va mantenir correspondència amb cineastes com Vittorio de Sica i escriptors com Roger Caillois. Una fotografia la mostra fins i tot al costat de Pablo Picasso.
Després d'un breu matrimoni, va treballar a l'Oficina Nacional de Turisme i després com a integrant de el cos diplomàtic uruguaià. Assignada a l'Ambaixada a Asunción del Paraguai durant la dictadura del General Alfredo Stroessner, va patir un «impasse» que la va fer abandonar el càrrec. No es va saber més res d'ella o el seu parador fins que el 1975 es va estendre la notícia de la seva mort, ocorreguda en un convent de Mendoza (Argentina).

## Un poemari i un llibre de contes
En el camp de la creació literària, va publicar només dos llibres. El poemari La costa despierta (1930), que va signar amb el cognom del seu marit, «Welker», té epígrafs d'Apollinaire i Mallarmé, i conté versos que, malgrat la seva confecció gairebé algebraica (no era una dona molt donada a les sensibleries), irradien una sensualitat molt pròpia de la costa uruguaiana, amb aromes de pi i soroll d'onades.
En un qüestionari que va contestar per al setmanari Marcha el 1960, reconeix el generós que va ser en la crítica de la mateixa l'escriptor Jules Supervielle: «Però vaig refusar sentir-me poetessa consagrada (hi havia massa) i em vaig dedicar a disciplines menys lluents: l'assaig sobre temes d'art, especialment arts plàstiques». La frase al·ludeix segurament al nomenament, un any abans, de Juana de Ibarbourou com «Juana d'Amèrica».
Però l'obra per la qual Zani és recordada és el volum de contes Por Vínculos Sutiles, publicat el 1958, amb el qual va guanyar l'edició del Premi de l'Editorial Emecé de Buenos Aires de l'any 1957. De tall fantàstic, alguns d'aquests contes formen part de la millor tradició del conte uruguaià, en peu d'igualtat amb altres relats d'autors més coneguts i reverenciats com Felisberto Hernández o Armonía Somers. El títol al·ludeix a una frase de Baudelaire en Les flors del mal (Encara més que la mort, la vida ens manté sovint per vincles subtils). En paraules de la mateixa autora, allà va tractar d'explorar el que ha estat la seva preocupació primordial, «la del misteri en què se situen els indecisos límits de la vida i la mort».
Soliloqui de Kaalftar és una història sobre una raça extingida i d'una d'aquestes criatures, exhibida com a espectacle de circ. Va ser inspirat per una visita al Zoològic de Villa Dolores (Montevideo), basat en la llegenda del Jueu errant.
A La casa de la calle Socorro, l'ambient té connotades referències montevideanes (la cantonada de 18 de Julio i Ejido, la Plaça Independència). En la recerca d'una casa per llogar, la protagonista creua un límit imperceptible i ingressa a una ciutat amb una mica d'irreal, evocadora d'altres temps. En aquesta casa, descobreix no només els seus orígens sinó també el seu destí. Un nom equivocat pronunciat per un dels habitants de la finca, llança a la protagonista de nou a la realitat. Va ser una al·lucinació o un viatge real? L'autora dota el conte d'una ambigüitat que deixa al lector en la mateixa confusió que a la protagonista.
A Luz de limbo, l'experiència és similar, encara que l'ambient són els boscos de pins d'un balneari. Novament, realitat i deliri es confonen davant d'una sensació (més que a fets) de clar tall sobrenatural.
Gairebé un relat d'humor negre, La broma explica la història d'un bromista que cau víctima del seu propi joc i mor quan només estava tractant de simular la seva mort.
Amb Los altos pinos s'arrisca en la ciència-ficció, al recórrer a una possibilitat científica: la de guardar en els ulls dels morts una imatge albirada, no necessàriament l'última
Segons alguns crítics, en alguns d'aquests relats i de manera solapada, l'autora planteja el càstig que espera a aquells que s'allunyin de les convencions establertes.

## Obra
- La costa despierta (com Giselda Welker, poemes, Impresora Uruguaya, 1930).
- La cárcel del aire (assaig sobre la pintura de Giotto, Reuniones de Estudio. Montevideo, 1938).
- Pedro Figari (assagi sobre el pintor uruguaià Pedro Figari, 1944).
- De la poesía de Esther de Cáceres (Reuniones de Estudio, Montevideo, 1945).
- Por vínculos sutiles (contes, Emecé, Buenos Aires, 1958).